# Eikenbladroller
De (groene) eikenbladroller (Tortrix viridana) is een lichtgroene microvlinder met spits toelopende voorvleugels. De vrouwtjes hebben een spanwijdte van soms net boven de twee centimeter. De mannetjes zijn wat kleiner dan de vrouwtjes. De imagines kunnen makkelijk verward worden met de kleine groenuil, maar die heeft onder andere een bredere lichtgekleurde rand langs de voorkant van de voorvleugel.

## Voorkomen
De eikenbladroller is zeer talrijk en komt overal in Nederland voor waar eikenbossen of grote parken met eiken zijn. Ze zijn met name waar te nemen in mei en juni.

## Levenswijze
De rupsen van deze kleine vlindertjes kunnen nogal wat schade veroorzaken aan eikenbossen en worden daarom door boswachters goed in de gaten gehouden. De rupsen komen, na overwintering, in april uit en vreten de jonge uitlopers van de eik. Later rollen ze zich in een blad, waar ze zich ook verpoppen.

Overdag zitten ze verscholen tussen de eikenbladeren of andere boomsoorten en 's nachts komen ze tevoorschijn en vliegen ze op het licht af.

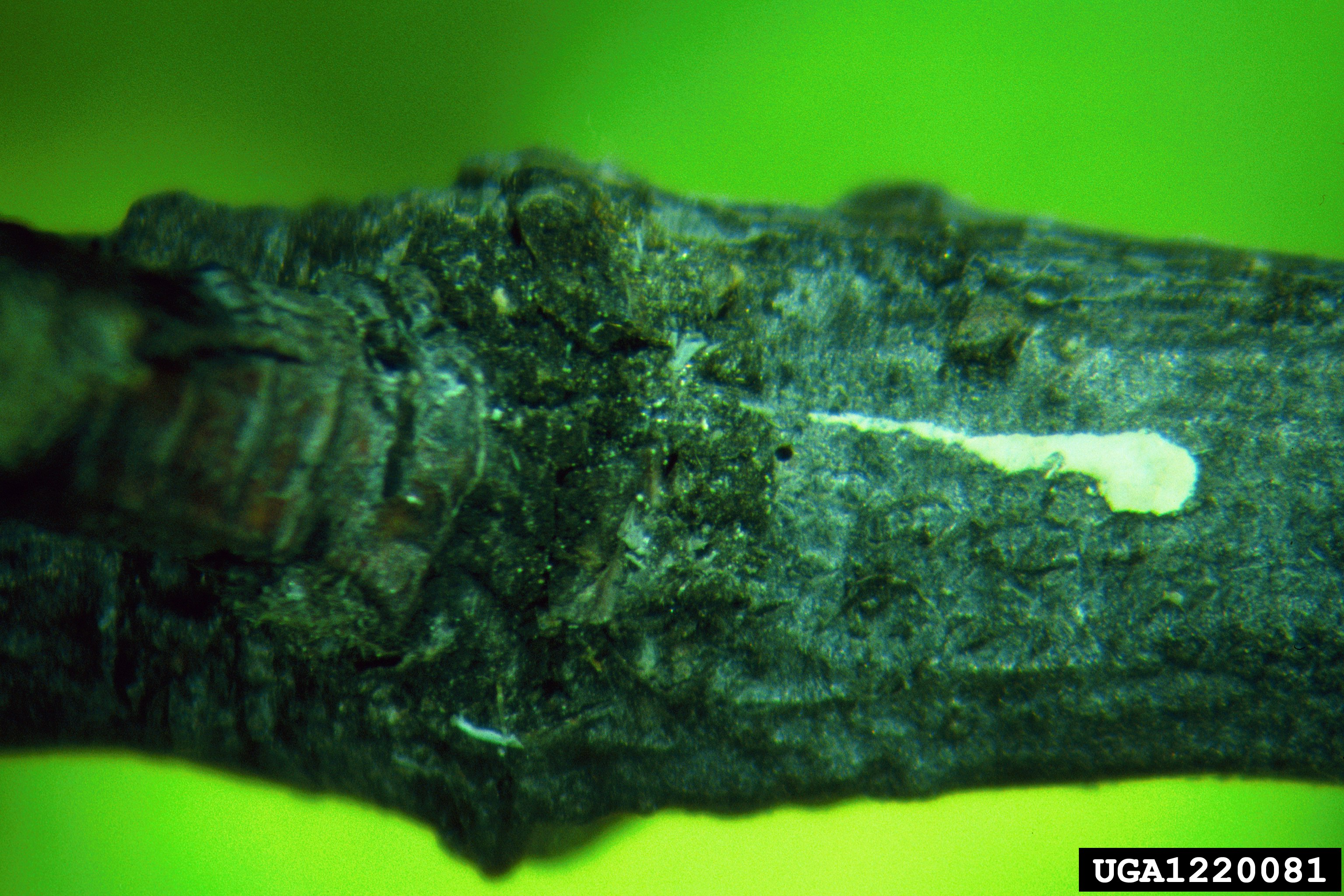
Eitjes
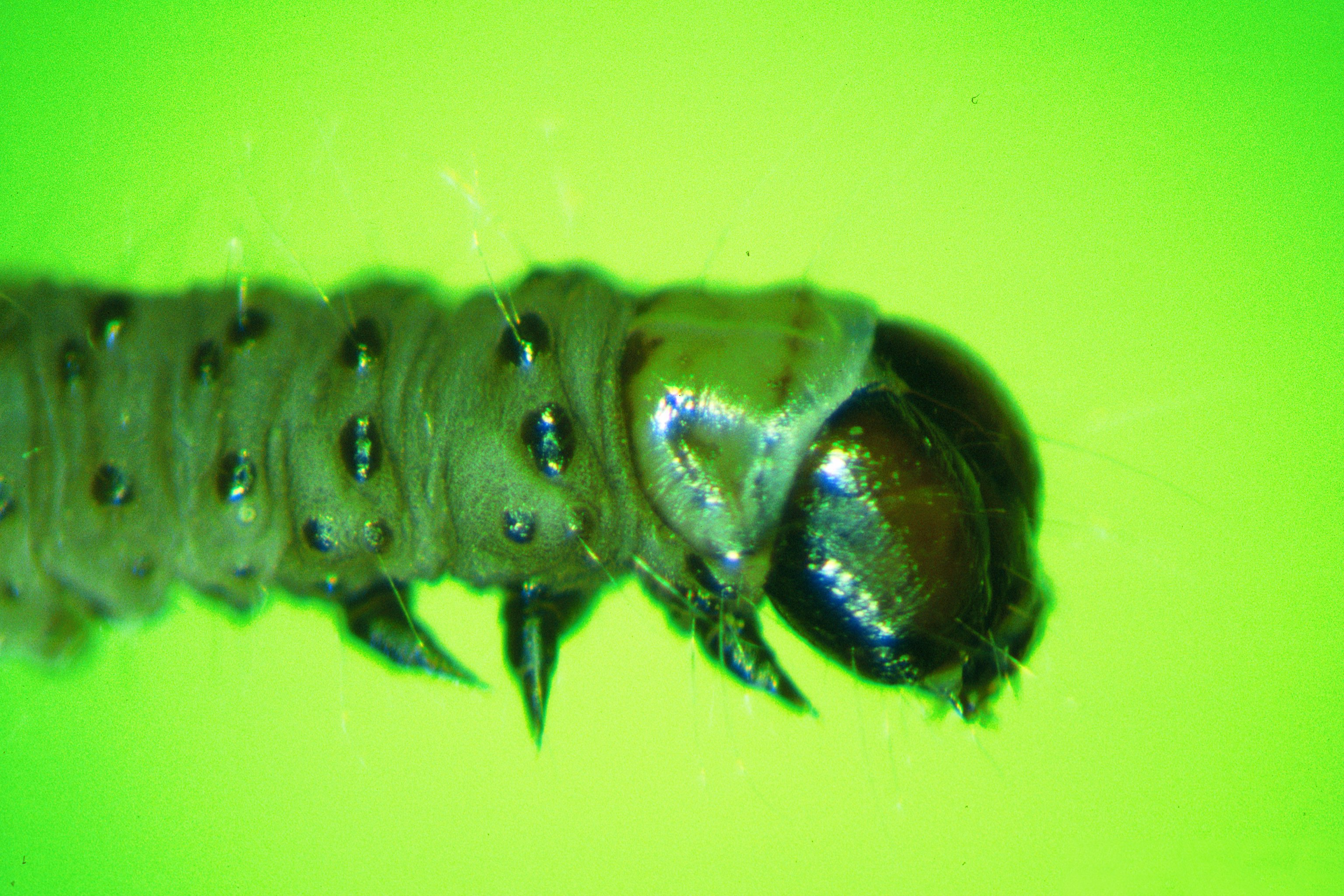
Rups
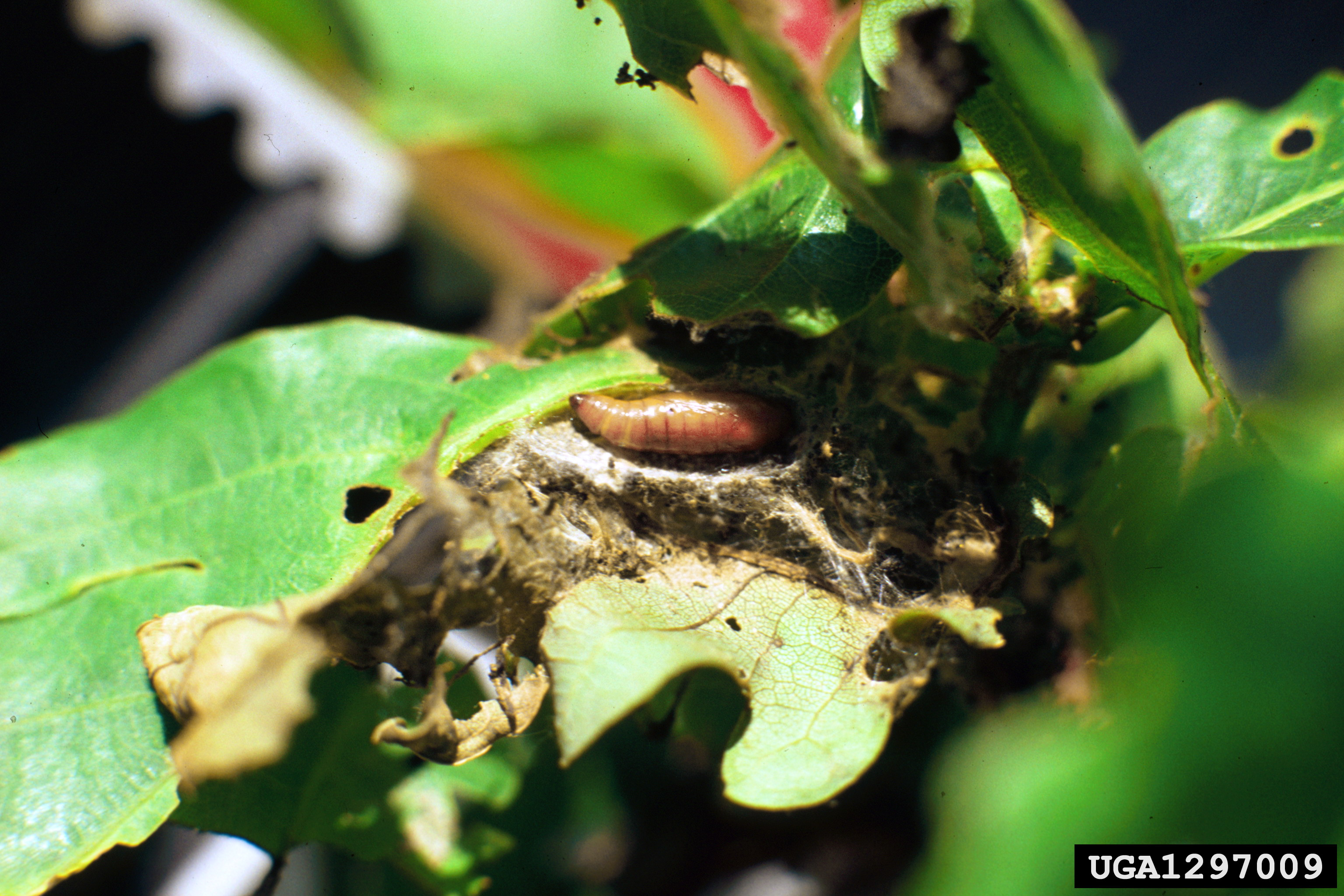
Pop